# Patent de programari
Les patents de programari són títols que reconeixen el dret d'explotar en exclusiva durant 20 anys funcionalitats, algorismes, representacions i altres accions que es poden dur a terme amb una computadora i que concedeixen algunes oficines de patents al món. En l'argot se sol substituir aquest terme per l'expressió "invenció implementada per ordinador" que inclou punt les polèmiques patents de programari com les generalment acceptades "invencions per computadora", això és, les invencions físiques tradicionals que inclouen programari en el seu funcionament. Així, l'Oficina Europea de Patents (OEP) defineix generalment una invenció implementada en computadora com a "expressió destinada a cobrir sol·licituds que involucrin computadores, xarxes informàtiques o altres aparells programables convencionals per les característiques noves de la invenció apropiada es manifestin a través d'un o diversos programes" .
Existeix un encès debat sobre l'abast que deu concedir-se a aquestes patents, i fins i tot si han de ser instituïdes en absolut.

## Controvèrsia
Els detractors de les patents sobre el programari argumenten que qualsevol programa informàtic està compost de milions de components (procediments, algorismes…) molts dels quals podrien ser patentables o fins i tot estar ja patentats. Això faria inviable un projecte de programari per part de qualsevol PIME o equip de programadors que no comptés amb altres patents per intercanviar amb els seus competidors (pràctica habitual entre grans corporacions desenvolupadores: els grans intercanvis de borses de patents).
D'altra banda, sol ser complicat dilucidar si un codi determinat incompleix alguna patent, perquè per arribar a tal certitud seria necessari avaluar totes les patents de programari existent en les diferents oficines de patents (centenars de milers) i fins i tot així podria existir el dubte. Generalment cal un procés judicial per determinar a fe certa si una patent està sent infringida per determinat programa o no.
Òbviament, punt la cerca exhaustiva com els plets de patents, són activitats vetades a les petites i mitges empreses pel gran esforç humà i econòmic que representa, la qual cosa les deixaria fora del mercat per no ser competitives. A tot l'anterior se summa que en molts casos una o unes poques patents de programari són suficients per monopolitzar alguna funcionalitat informàtica (cas del carret de la compra de la famosa patent europea i nord-americana "One Click" de Amazon).
D'altra banda, les persones implicades en el moviment de programari lliure adverteixen que l'ús de patents impediria el desenvolupament de molts projectes que no poden pagar llicència a costa de deixar de ser lliures (lliure ús i distribució del programa, accés al codi font, possibilitat de modificació).
Des d'un punt de vista social s'argumenta que les patents de programari (i sobre medicaments, mètodes de negoci, procediments legals i enginyeria genètica, aquestes últimes les denominades "paleses de la vida") privatitzen el coneixement accentuant les desigualtats socials i geogràfiques mitjançant l'exclusió de la majoria de la població com a productors i fins i tot com a consumidors dels objectes d'aquestes patents.
Els defensors de les patents de programari i dels models de negoci relacionats a aquestes argumenten que, com qualsevol altra patent, ajuden a potenciar la innovació, com en altres camps industrials, permetent al propietari de la patent poder beneficiar-se del seu monopoli i així rendibilitzar la inversió en desenvolupament.

## Legislació
Als Estats Units o Canadà, ja la legislació vigent contempla des de fa temps les patents de programari. A l'Índia, els funcionaris de patents han usat l'excusa que el TRIPs els obliga (argument mai ratificat) per declarar legals les patents de programari amb un decret administratiu subjecte a aprovació del Parlament per a la primera meitat de 2005.
Al territori de la Unió Europea, l'Oficina Europea de Patents (OEP) i algunes altres oficines nacionals de patents han estat concedint moltes patents de programari des dels anys 80 i molt especialment a partir de l'època de les "punt-com". No obstant això, a Europa des que l'Article 52 de la Convenció de la Patent Europea s'exclou expressament els “programes per a ordinador” però només quan siguin reclamades “com a tals”. La controvèrsia a Europa està, doncs, en la interpretació d'aquest "com a tals". La interpretació de la OEP deixa aquest "programes d'ordinador com a tals" reduït al nihilisme, doncs ho defineix com el codi font i el codi objecto dels programes informàtics, alguna cosa que ningú es planteja patentar perquè ja està protegit pel copyright. Per contra, els oposats a les patents de programari i mètodes de negoci interpreten que l'expressió "programes d'ordinador com a tals" inclou totes les tècniques i idees de programació i que l'única cosa que exclou són les "invencions assistides per computadora". És interessant que la guia d'examen de l'Oficina Europea de Patents de 1978 realitza una interpretació equivalent a la dels contraris a les patents de programari i que ha estat gradualment al llarg dels anys 80 i, sobretot, els 90 quan la interpretació de la OEP ha virat a acceptar la patentabilitat del programari.
La UE, per mitjà de la Comissió Europea, va reobrir el debat en 2002. El Parlament Europeu, en una primera lectura de l'esborrany de Directiva de Patents de Programari al setembre de 2003, va excloure les patents de programari. Més tard, punt la Comissió com el Consell van persistir, tornant a presentar la proposició que legalitzava les patents de programari i fins i tot els algorismes matemàtics, en utilitzar el Consell i el govern alemany un ardit en l'últim minut en 2004. A partir de llavors, diversos Parlaments Nacionals (com l'alemany, l'espanyol, l'holandès i el danès) van fer diverses peticions per intentar renegociar una solució menys dràstica, la qual cosa, al costat del rebuig de la representació polonesa en el Consell, va retardar l'adopció de la resolució del Consell com a punt A de l'ordre del dia (sense discussió). Addicionalment, el 28 de febrer de 2005, la Comissió va rebutjar sense argument algun la pràcticament unànime petició de Parlament Europeu per reiniciar tot el procés. Amb posterioritat, el Consell, baix presidència luxemburguesa, es va negar Arxivat 2017-12-05 a Wayback Machine. a realitzar una segona votació com a punt B de l'ordre del dia (amb discussió) i va determinar que la resolució havia estat acceptada Arxivat 2017-07-27 a Wayback Machine., pesi als mandats vinculants en contra dels parlaments holandès i danès.
Finalment, el Parlament Europeu es va veure obligat a començar la segona lectura sota una de les majors pressions socials, mediàtiques i polítiques a les quals mai hagi estat sotmès. Mostra d'això va ser l'organització a Espanya el 27 d'abril de 2005 d'una concentració en totes les universitats per demanar que en aquesta segona lectura el Parlament tornés a rebutjar les patents de programari o la recollida de més de 400.000 signatures en Internet per part de Eurolinux. Finalment, el Parlament Europeu, en una votació duta a terme el dia 6 de juliol de 2005 -i, per primera vegada en la història, per a una segona lectura-, va rebutjar pràcticament per unanimitat la proposta de directiva de patentabilidad el programari, amb 648 vots en contra, 14 a favor i 18 abstencions.

## Nova Llei de Patents espanyola
El 14 de novembre de 2014 el Consell de Ministres va aprovar el projecte de Llei de Patents que plantejava reformar la llei 11/1986 de Patents Espanyola. En la redacció del text que va arribar al Congrés dels Diputats per iniciar-se la seva tramitació parlamentària, la modificació d'un dels seus articles deixava la porta oberta a la possibilitat de patentar el programari inclòs en invencions.
L'apartat 4 de l'article 4 del projecte de llei recull els supòsits que no es consideren invencions: els descobriments, les teories científiques i els mètodes matemàtics; les obres literàries, artístiques o qualsevol altra creació estètica, així com les obres científiques; els plans, regles i mètodes per a l'exercici d'activitats intel·lectuals, per a jocs o per a activitats econòmic-comercials, així com els programes d'ordinadors i les formes de presentar informacions.
Mentre que el nou apartat 5 de l'article 4 apunta: "El que es disposa a l'apartat anterior exclou la patentabilidad de les matèries o activitats esmentades en el mateix solament en la mesura en què la sol·licitud de patent o la patent es refereixi exclusivament a una d'elles considerada com a tal".
L'expressió "com a tal" afegida a l'apartat 5, que no s'inclou en la llei de 1986, implica que totes les excepcions que no es poden patentar podrien ser susceptibles de ser-ho si van associades a una mica més.